# Angono
Angono è una municipalità di prima classe delle Filippine, situata nella Provincia di Rizal, nella regione di Calabarzon.
Angono è formata da 10 baranggay:
- Bagumbayan
- Kalayaan
- Mahabang Parang
- Poblacion Ibaba
- Poblacion Itaas
- San Isidro
- San Pedro
- San Roque
- San Vicente
- Santo Niño